# Jefferson Mateus de Assis Estácio
Jefferson Mateus de Assis Estácio, meglio noto come Jefferson (Porto Alegre, 21 ottobre 1994), è un calciatore brasiliano, attaccante del Lamphun Warrior.

## Carriera
Ha giocato nella prima divisione maltese ed in quella emiratina. Inoltre, conta 8 presenze nei turni preliminari delle coppe europee, di cui 4 per l'Europa League e 4 per la Europa Conference League.

## Statistiche

### Presenze e reti nei club
Statistiche aggiornate al 29 settembre 2021.
| Stagione                | Squadra                 | Campionato              | Campionato | Campionato | Coppe nazionali | Coppe nazionali | Coppe nazionali | Coppe continentali | Coppe continentali | Coppe continentali | Altre coppe | Altre coppe | Altre coppe | Totale | Totale |
| Stagione                | Squadra                 | Comp                    | Pres       | Reti       | Comp            | Pres            | Reti            | Comp               | Pres               | Reti               | Comp        | Pres        | Reti        | Pres   | Reti   |
| ----------------------- | ----------------------- | ----------------------- | ---------- | ---------- | --------------- | --------------- | --------------- | ------------------ | ------------------ | ------------------ | ----------- | ----------- | ----------- | ------ | ------ |
| 2013                    | Grêmio Osasco           | A2/SP                   | 1          | 0          |                 | -               | -               |                    | -                  | -                  |             | -           | -           | 1      | 0      |
| 2015                    | União Barbarense        | A2/SP                   | 6          | 0          |                 | -               | -               |                    | -                  | -                  |             | -           | -           | 6      | 0      |
| 2016                    | Coritiba                | A                       | 0          | 0          |                 | -               | -               |                    | -                  | -                  |             | -           | -           | 0      | 0      |
| 2017                    | Novo Hamburgo           | PD/RS                   | 4          | 1          |                 | -               | -               |                    | -                  | -                  |             | -           | -           | 4      | 1      |
| 2017                    | São José-RS             | D                       | 1          | 0          |                 | -               | -               |                    | -                  | -                  |             | -           | -           | 1      | 0      |
| 2017-2018               | Sliema Wanderers        | PL                      | 16         | 5          | CM              | 1               | 0               |                    | -                  | -                  |             | -           | -           | 17     | 5      |
| 2018-gen. 2019          | Sliema Wanderers        | PL                      | 15         | 5          | CM              | 1               | 0               |                    | -                  | -                  |             | -           | -           | 16     | 5      |
| Totale Sliema Wanderers | Totale Sliema Wanderers | Totale Sliema Wanderers | 31         | 10         |                 | 2               | 0               |                    | -                  | -                  |             | -           | -           | 33     | 10     |
| 2019-gen. 2020          | Gżira Utd               | PL                      | 12         | 10         |                 | -               | -               | UEL                | 4                  | 3                  |             | -           | -           | 16     | 13     |
| gen.-mag. 2020          | Fujairah                | PL                      | 7          | 1          |                 | -               | -               |                    | -                  | -                  |             | -           | -           | 7      | 1      |
| 2020-2021               | Gżira Utd               | PL                      | 22         | 4          | CM              | 2               | 3               |                    | -                  | -                  |             | -           | -           | 24     | 7      |
| 2021-2022               | Gżira Utd               | PL                      | 4          | 1          |                 | -               | -               | UECL               | 4                  | 0                  |             | -           | -           | 8      | 1      |
| Totale Gżira United     | Totale Gżira United     | Totale Gżira United     | 26         | 5          |                 | 2               | 3               |                    | 4                  | 0                  |             | -           | -           | 32     | 8      |
| Totale carriera         | Totale carriera         | Totale carriera         | 88         | 27         |                 | 4               | 3               |                    | 8                  | 3                  |             | -           | -           | 100    | 33     |

## Palmarès

### Individuale
- Capocannoniere della Premier League Malti: 1

2022-2023 (20 reti)